# Rio Gállego
O rio Gállego(em aragonês:  río Galligo) é um rio da comunidade autónoma de Aragão, no nordeste da Espanha. É um dos principais afluentes do rio Ebro, convergindo neste pela margem esquerd. Drena uma bacia de 4008,8 km² e tem uma extensão de 193,2 km. O curioso nome deste rio provém do nome em latim do seu lugar de procedência, a Gália: é o rio Gallicus ou Flumen Gallicum.
Encontra-se com o rio Ebro perto de Saragoça. 

## Percurso
O Gállego nasce no Col de Aneu, a norte de Sallent de Gállego, a 2200 metros de altitude, perto do Portalet (Val de Tena), nos Pirenéus oscenses.
No seu curso superior recebe já os seus principais afluentes: o Aguas Limpias, o Caldares, o Escarra e o rio Aurín, que são os que determinam em boa medida o caudal e as características do rio Gállego. 
Atravessa as serras pré-pirenaicas na foz de Santa Elena e passa por Sallent, e perto de Panticosa e Sabiñánigo. A partir deste último lugar começa a formar um amplo côvado até à localidade de Triste, para depois tornar outra vez ao seu sentido geral de marcha N-S, que mantém até desaguar no Ebro. No curso médio e baixo recolhe águas dos rios Guarga, Asabón e Sotón, que são de muito escasso caudal.
O Gállego está regulado pelas barragens de Fornigal, Lanuza, Búbal, Sabiñanigo, La Peña e Ardisa, as primeiras de produção hidroelétrica e as duas últimas para regadio.
Em parte do seu percurso pratica-se canoagem de águas bravas.